# 밀어
밀어(Rhinogobius brunneus)는 하천 중류에 사는 물고기다. 머리는 위아래로 납작하고, 몸은 원통형이다. 눈앞 쪽에는 너비가 좁은 V자형 무늬가 있다. 검정망둑과 같이 기르면 서로 텃세를 하지만, 밀어가 세력권을 더 많이 차지한다.

## 분포
한반도와 일본 열도, 중국 대륙, 타이완 등에 분포한다. 자갈이 깔린 하천과 댐, 저수지에서 서식한다.